# Монорельс Китакюсю
Монорельс Китакюсю (яп. 北九州モノレール Китакю:сю: монорэ:ру) — монорельсовая линия в японском городе Китакюсю префектуры Фукуока. Она была введена в эксплуатацию 9 января 1985 года и насчитывает только одну линию Кокура, проходящей город с севера на юг. Компания для строительства монорельса была создана 31 июля 1976 года. Пусковой участок из 12 станций, длиной 8,4 км, открылся в январе 1985 года. В 1998 году линия была продлена до центрального вокзала Китакюсю, станция Кокура. До продления в 1998 дорога не приносила прибыли. Это продление первоначально встретило сопротивление со стороны предпринимателей из торгового района Уомати, которые боялись за свои продажи. Их опасения оказалось необоснованными. Таким образом, общая длина сети составила 8,8 км, 13 остановок.
Монорельс является собственностью города Китакюсю. Путешествие между конечными станциями занимает 19 минут. На сегодняшний день планов по расширению монорельса нет.